# R101 (Ommen)
De Recreatieve weg 101 (R101) bevindt zich grotendeels in de gemeente Ommen. De weg begint bij kruising in het centrum van Balkbrug (aansluiting met N377) als Ommerweg. Na Balkbrug wordt het de Balkerweg die via de Ommerschans en Witharen naar Ommen voert. De weg eindigt bij de aansluiting op de N340 en gaat over in de N347. De weg is 9,1 km lang.
Tot mei 2018 liep de weg via de Schurinkstraat en Prinses Julianastraat tot aan de N347 en R105 bij de Vechtbrug in het centrum van Ommen. 
Deze weg is van oorsprong een route die door het ontoegankelijke veen van Ommen naar Zuidwolde liep. Om strategische redenen is aan deze route omstreeks 1625 de Ommerschans gebouwd.
Nieuwvliet: R101 · R102 · R103 · R104 · R105

Ommen: R101 · R102 · R103 · R104 · R105

Schouwen: R101 · R102 · R103 · R104 · R105 · R106 · R107 · R108 · R109 · R110 · R111 · R112

Spaarnwoude: R101 · R102 · R103 · R104 · R105 · R106

Voorthuizen: R101

IJmuiden: R101 · R102 · R103